# William Lauth
William Geronimo Lauth (* 3. August 2002 in Landau in der Pfalz) ist ein ehemaliger deutscher Turniertänzer im Standardtanz und heutiger Hörfunkmoderator
Lauth war viele Jahre im deutschen Tanzsport aktiv, gehörte dem Bundeskader an und erreichte mehrfach Final- und Spitzenplatzierungen bei nationalen sowie internationalen Meisterschaften. Seit 2024 ist er Moderator beim Südwestrundfunk im jungen Programm DASDING.

## Leben
William Lauth wurde 2002 in Landau in der Pfalz geboren und wuchs dort auf. Er besuchte die Integrierte Gesamtschule Landau. Früh kam er durch seine Großeltern Franz und Renate Lauth, die selbst professionelle Tänzer im Bereich Standardtanz waren, mit dem Tanzsport in Berührung.

## Tanzsportliche Laufbahn
Lauth begann seine Turniertanzkarriere 2011 mit Isabella Graf als Tanzpartnerin. Ab Herbst 2013 bildete er ein Paar mit Julia Maria Scherer, mit der er bis 2023 tanzte. Er war Mitglied des Tanzsportclubs Landau e.V., der dem Rheinland-Pfälzischen Tanzsportverband (TRP) und dem Deutschen Tanzsportverband angeschlossen ist. Lauth gehörte über mehrere Jahre dem Bundeskader des DTV an. Zusammen mit Julia Maria Scherer hat er an mehreren internationalen Turnieren teilgenommen.

### Erfolge (Auswahl)
Im Laufe seiner Tanzsportkarriere erzielte Lauth zahlreiche Erfolge, darunter:
- 2018: 12. Platz bei der Nordeuropameisterschaft Jugend
- 2019: Süddeutscher Vizemeister über 10 Tänze
- 2019: Süddeutscher Meister Standard
- 2019: Deutscher Vizemeister U21 in Standard und Kombination
- 2021: Top 15 bei der Weltmeisterschaft U21 Standard
- 2022: 1. Platz in der Deutschen Rangliste Standard (Juli/August)
- 2022: Finalist der Deutschen Meisterschaft Hauptgruppe S Standard (6. Platz)

Aufgrund gesundheitlicher Gründe beendete Lauth im Herbst 2023 seine aktive Karriere im Leistungstanzsport.

## Tätigkeit im Hörfunk
Nach seinem Abitur absolvierte Lauth ein journalistisches Volontariat bei Lokalradios Rheinland-Pfalz am Standort Landau, das er 2024 abschloss. Seit Mai 2024 arbeitet er für den Südwestrundfunk (SWR), wo er als Moderator beim jungen Programm Dasding tätig ist.